# U-Bahn Lanzhou

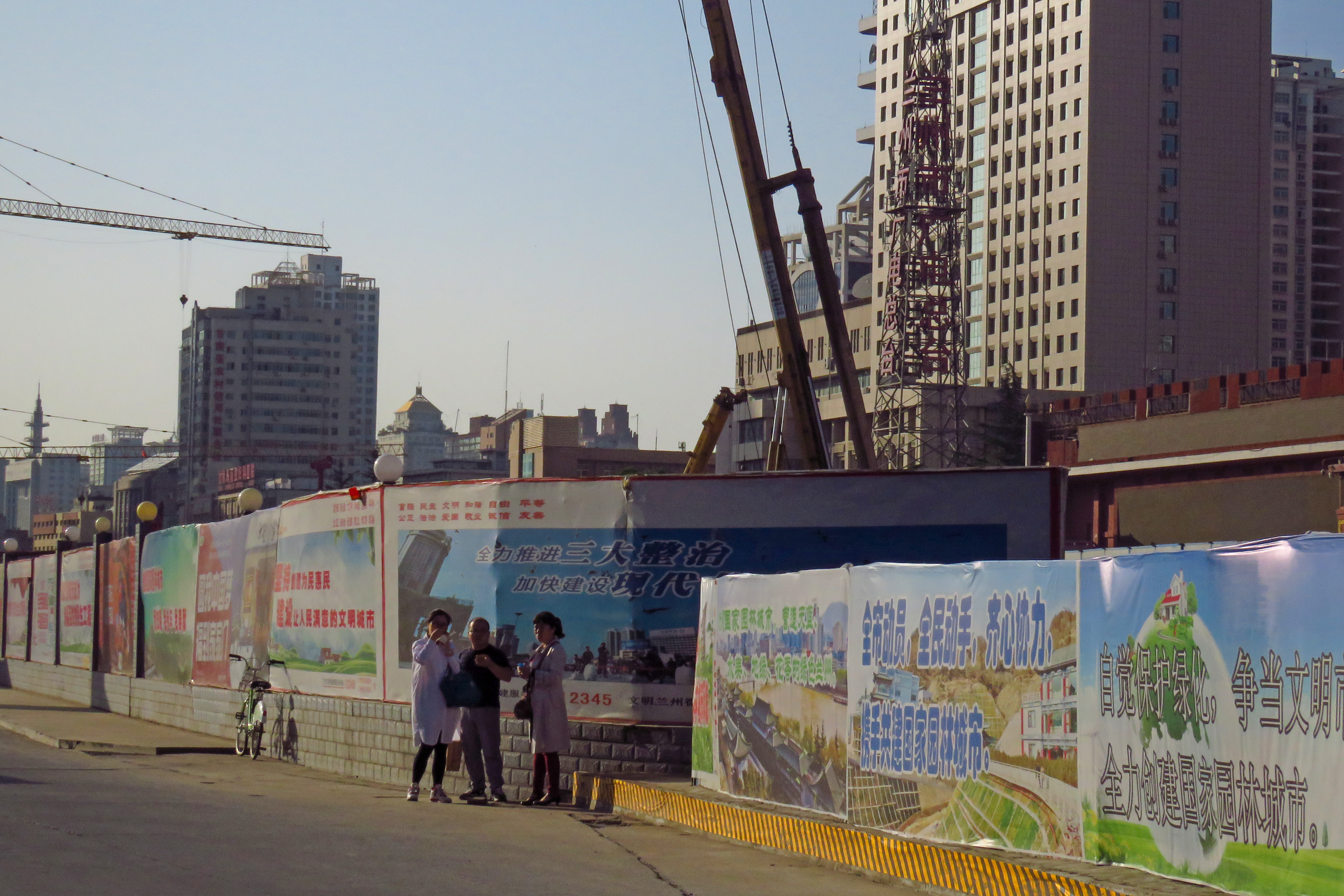
Baustelle am Dongfanghong-Platz (2017)

Die U-Bahn Lanzhou (chinesisch 兰州地铁, Pinyin Lánzhōu Dìtiě) oder Lanzhou Rail Transit (chinesisch 兰州轨道交通, Pinyin Lánzhōu guǐdào jiāotōng) ist das U-Bahn-System der chinesischen Millionenstadt Lanzhou in der Provinz Gansu.

## Netz
Im Jahre 2012 wurden Pläne der Stadt Lanzhou zum Bau eines U-Bahn-Netzes von der Staatlichen Kommission für Entwicklung und Reform genehmigt. Die Pläne sahen sechs Linien mit einer Gesamtlänge von 207 Kilometern vor.

### Linie 1
Die Linie 1 durchquert Lanzhou von Westen nach Osten und verbindet die Stadtbezirke Chengguan, Qilihe, Anning und Xigu miteinander. Dabei unterquert sie den Gelben Fluss, was aufgrund einer instabilen Geröllschicht unter dem Flussbett eine technische Herausforderung darstellte. Der Betrieb auf dem ersten, 25,9 Kilometer langen Bauabschnitt dieser Linie begann am 23. Juni 2019. Für den Bau der Strecke mit 20 Stationen waren im Jahre 2012 Investitionen von 17,2 Milliarden Yuan budgetiert.

### Linie 2
Die Linie 2 verbindet die Linie 1, wo an zwei Stationen umgestiegen werden kann, mit dem Bahnhof Lanzhou. Für die 9,1 Kilometer lange Strecke mit 8 Stationen wurden 5,8 Milliarden Yuan budgetiert. Die Tunnel wurden mit Tunnelbohrmaschinen aufgefahren, sie liegen in einer Tiefe von 6 bis 17 Metern. Der erste Abschnitt wurde am 29. Juni 2023 eröffnet.

### Weitere Linien
Die Linie 3 wird Chengguan, Yanchangbao, Yantan und Heping miteinander verbinden.
Die Linien 4, 5 und 6 sollen das Stadtzentrum tangential berühren und mit den Außenbezirken verbinden. Das Ziel war, dass im Jahre 2020 der Schienenverkehr zwischen 15 und 20 % der Verkehrsleistung der Stadt Lanzhou erbringt.